# Petropedetes newtoni
Petropedetes newtoni es una especie  de anfibios de la familia Ranidae.

## Distribución geográfica
Se encuentra en Camerún, Guinea Ecuatorial, Gabón y, posiblemente en Nigeria.

## Estado de conservación
Se encuentra amenazada de extinción por la pérdida de su hábitat natural.